# Bernd Moeller (Kirchenhistoriker)
Bernd Moeller (* 19. Mai 1931 in Berlin; † 29. Oktober 2020 in Göttingen) war ein deutscher evangelischer Kirchenhistoriker mit den Schwerpunkten Spätmittelalter und Reformationszeit. Ab 1964 war er Lehrstuhlinhaber an der Universität Göttingen.

## Leben und Wirken
Bernd Moeller, Sohn des promovierten Ingenieurs und Industriellen Max Moeller und dessen Ehefrau Carola Moeller, geborene Bielitz, war evangelisch und studierte Evangelische Theologie sowie Geschichte an den Universitäten Freiburg, Erlangen, Mainz, Basel, München und Heidelberg. 1956 wurde er an der Evangelisch-theologischen Fakultät der Universität Mainz mit der Arbeit Die Anfechtung bei Johann Tauler zum Dr. theol. promoviert. Von 1956 bis 1958 arbeitete Moeller als Assistent Hans von Campenhausens an der Universität Heidelberg, an der er sich 1958 mit der Arbeit Johannes Zwick und die Reformation in Konstanz habilitierte und im selben Jahr Privatdozent wurde. Im Jahr 1957 hatte er Irene Müller geheiratet, mit der er drei Kinder hatte. 1964 wurde er als Nachfolger von Ernst Wolf auf den Lehrstuhl für Kirchengeschichte mit einem Schwerpunkt auf der Reformationsgeschichte an die Universität Göttingen berufen und lehrte dort bis zu seiner Emeritierung 1999. In den Jahren 1968/69 und 1997/98 wirkte Moeller als Dekan seiner Fakultät, 1971/72 bekleidete er das Amt des Rektors der Universität Göttingen. Sein Nachfolger auf dem Lehrstuhl wurde Thomas Kaufmann.
Neben Ekkehard Mühlenberg für die Alte Kirche lehrte Moeller allgemeine Kirchengeschichte der Reformationszeit und Neuzeit, er war ein Spezialist besonders für die Geschichte des Städtewesens im späten Mittelalter und in der Reformationszeit. Von 1976 bis 1991 war er Vorsitzender des Vereins für Reformationsgeschichte. Moeller war Autor oder Co-Autor von etwa vierzig Monografien. Seine Geschichte des Christentums in Grundzügen war das meistgelesene theologische Buch seiner Generation und erlebte bislang zehn Auflagen. Von besonderer Bedeutung ist auch die mit Raymund Kottje seit 1970 herausgegebene Ökumenische Kirchengeschichte, die bei ihrem ersten Erscheinen eine neuartige kirchenhistorische Sichtweise zeigte. Moeller wirkte unter anderem bei der Deutschen Biographischen Enzyklopädie von Walther Killy und Rudolf Vierhaus mit.
Im Jahr 1998 wurde Moeller die Ehrendoktorwürde der Universität Zürich verliehen. Seit 1977 war er ordentliches Mitglied der Akademie der Wissenschaften zu Göttingen und seit 1995 der Academia Europaea.

## Schriften (Auswahl)
Monographien
- Johannes Zwick und die Reformation in Konstanz. 1961. Zugleich Habilitationsschrift Heidelberg 1958.
- Spätmittelalter. In: Kurt Dietrich Schmidt, Ernst Wolf (Hrsg.): Die Kirche in ihrer Geschichte. Ein Handbuch. Lieferung Heft 1. Vandenhoeck & Ruprecht, Göttingen 1966.
- Pfarrer als Bürger. Vortrag zur Eröffnung der Universitätswoche Göttingen, 11. Okt. 1971 (= Göttinger Universitätsreden. Heft 56). Vandenhoeck & Ruprecht, Göttingen 1972.
- Reichsstadt und Reformation Gütersloh 1962 (= Schriften des Vereins für Reformationsgeschichte. Band 180); erschienen auch in Französisch (1966) und Englisch (1972). Erweiterte Neuauflage: Evangelische Verlags-Anstalt, Berlin 1987; Neuauflage: Mohr-Siebeck, Tübingen 2011, ISBN 978-3-16-150707-6.
- Die Reformation und das Mittelalter. Kirchenhistorische Aufsätze. Vandenhoeck & Ruprecht, Göttingen 1991, ISBN 3-525-58156-4.
- Deutschland im Zeitalter der Reformation (= Deutsche Geschichte. Band 4). 2. Auflage 1981; 4., durchgesehene und bibliographische erneuerte Auflage: Vandenhoeck & Ruprecht, Göttingen 1999, ISBN 3-525-33414-1.
- Luther-Rezeption. Kirchenhistorische Aufsätze zur Reformationsgeschichte. Vandenhoeck & Ruprecht, Göttingen 2001, ISBN 3-525-55443-5.
- Geschichte des Christentums in Grundzügen. 3. Auflage 1983; 10., völlig neu bearbeitete Auflage: Vandenhoeck & Ruprecht, Göttingen 2011, ISBN 978-3-8252-0905-6.
- Zwinglis Disputation. Studien zur Kirchengründung in den Städten der frühen Reformation. Vandenhoeck & Ruprecht, Göttingen 2011, ISBN 978-3-525-55018-2.

Herausgaben
- Kirche in ihrer Geschichte. 1974 ff. (Handbuch).
- Archiv für Reformationsgeschichte. 1976–1979.
- mit Hans Patze und Karl Stackmann: Studien zum städtischen Bildungswesen des späten Mittelalters und der frühen Neuzeit. Bericht über Kolloquien der Kommission zur Erforschung der Kultur des Spätmittelalters 1978–1981 (= Abhandlungen der Akademie der Wissenschaften zu Göttingen, phil.-historische Klasse 3. Nr. 137). Vandenhoeck & Ruprecht, Göttingen 1983, ISBN 3-525-82418-1.
- als Mitherausgeber: Ökumenische Kirchengeschichte. 3./4. Auflage 1983.
- mit Hartmut Boockmann, Karl Stackmann: Lebenslehren und Weltentwürfe im Übergang vom Mittelalter zur Neuzeit. Politik – Bildung – Naturkunde – Theologie. Bericht über Kolloquien der Kommission zur Erforschung der Kultur des Spätmittelalters 1983 bis 1987 (= Abhandlungen der Akademie der Wissenschaften zu Göttingen, Philologisch-Historische Klasse. Folge 3, Nr. 179). Vandenhoeck & Ruprecht, Göttingen 1989, ISBN 3-525-82463-7.
- Deutsche Biographische Enzyklopädie der Theologie und der Kirchen. K.G. Saur, München 2005, ISBN 978-3-598-11666-7.